# Eric Becklin
Eric E. Becklin (né le 6 avril 1940) est un astrophysicien américain. L'objectif principal des recherches de Becklin est l'imagerie et la spectroscopie infrarouge, notamment la recherche de naines brunes, la détection d'anneaux de poussière circumstellaire (en), la dynamique et la composition du centre de la Voie lactée et la nature des galaxies infrarouges lumineuses.

## Biographie
Eric Becklin obtient son doctorat en physique au California Institute of Technology. Son directeur de thèse est Gerald Neugebauer et sa thèse porte sur l'observation infrarouge du centre galactique. Membre du personnel académique (en) depuis 1989, Becklin est professeur émérite de physique et d'astronomie à l'université de Californie à Los Angeles (UCLA). Nommé scientifique en chef de l'observatoire stratosphérique pour l'astronomie infrarouge (SOFIA) en 1996, il est le premier directeur de l'Infrared Telescope Facility (IRTF) de la NASA à Mauna Kea (à Hawaï), et principal chercheur du Kuiper Airborne Observatory (KAO).
Le 23 août 2012, lors d'une cérémonie tenue au Neil A. Armstrong Flight Research Center, Becklin reçoit la médaille exceptionnelle du service public de la NASA (en) « pour son excellence en tant que pionnier dans le domaine de l'astronomie infrarouge et pour son rôle clé dans le succès scientifique du Stratospheric Observatory for Infrared Astronomy ». Il reçoit la bourse Henry Norris Russell de l'Union américaine d'astronomie en 2017.
En 1966, Becklin et Gerald Neugebauer découvrent une source infrarouge exceptionnellement brillante au sein de la constellation d'Orion, connue aujourd'hui sous le nom d'objet de Becklin-Neugebauer. Il est élu membre de l'Académie américaine des arts et des sciences en 2009.
En 1988, alors qu'il revient d'une mission d'observation aux observatoires du Mauna Kea, Becklin est passager du vol Aloha Airlines 243, qui subit une décompression explosive et doit effectuer un atterrissage d'urgence à Maui.